# دو صغير

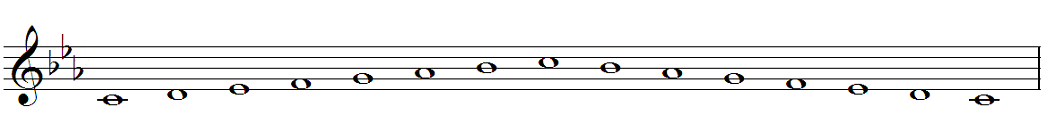
سلم دو صغير صعوداً وهبوطاً

دو صغير (C minor) هو سلم موسيقي صغير يتألف من الدرجات الموسيقية دو C، ري D، مي المنخفضة ♭E، فا F، صول G، لا المنخفضة ♭A، سي المنخفضة ♭B، وينتهي بمفتاح دو C، وذلك على الترتيب التالي من اليسار إلى اليمين: 
C, D, E♭, F, G, A♭, B♭, C
يحوي سلم دو الصغير على ثلاث إشارات خفض، واحدة على المي وواحدة على اللا وواحدة على السي. إن السلم الصغير المتناغم معه يكون عن طربق رفع ♭B إلى ♮B.
إن المفتاح الموسيقي القريب له على السلم الكبير هو فا كبير، أما المفتاح الموسيقى الموازي فهو ري كبير.